# Craig Henderson
Craig Charles Glendinning Henderson (Wellington, 24 giugno 1987) è un ex calciatore neozelandese, di ruolo attaccante.

## Carriera

### Club
Dopo aver mosso i primi passi da calciatore nella natia Nuova Zelanda, è approdato negli Stati Uniti per frequentare il Dartmouth College dove ha continuato a giocare a livello collegiale.
Nell'agosto 2009 è volato in Svezia per sostenere un provino con il Kalmar, senza però ottenere un contratto.
Pochi mesi dopo è diventato ufficialmente un giocatore del Mjällby. A febbraio 2010, in precampionato, ha sofferto un grave infortunio al legamento crociato anteriore, che gli ha impedito di scendere quell'anno sia con il club che eventualmente con la sua nazionale, impegnata ai mondiali in Sudafrica. Con la maglia del Mjällby esordirà ufficialmente molto più tardi, nell'agosto 2012 contro l'IFK Göteborg.
Il 14 febbraio 2014 è stato ingaggiato ufficialmente dallo Stabæk. Il 15 agosto 2015 è passato al Mjøndalen con la formula del prestito. È rimasto svincolato al termine del campionato 2015.
Il 20 febbraio 2016 è passato allora al GAIS, a cui si è legato con un contratto annuale. Il 15 febbraio 2017 si è trasferito ufficialmente agli statunitensi degli Indy Eleven, franchigia militante nella North American Soccer League (NASL).

### Nazionale
Con la nazionale neozelandese Under-20 ha partecipato al campionato mondiale di calcio Under-20 2007. Con la nazionale olimpica neozelandese ha partecipato alle Olimpiadi di Pechino del 2008.
Nel 2013 ha giocato 2 partite nella nazionale maggiore neozelandese.